# 2004年馬其頓總統專機墜毀事故
2004年馬其頓總統專機墜毀事故是指在2004年2月26日，一架馬其頓政府專機在波士尼亞與赫塞哥維納墜毀，並導致馬其頓總統鮑里斯·特拉伊科夫斯基喪命。當時馬其頓代表團的專機由史高比耶國際機場起飛，並計劃前往莫斯塔爾參加經濟座談會，討論加入歐洲聯盟的議題。不過作為專機的空中之王渦輪螺旋槳飛機因為霧和雨而能見度不佳，在塞拉耶佛附近山區墜毀。
由於墜毀地點是1990年代克羅埃西亞獨立戰爭的舊址，救援行動因而受到阻礙，最終機上9人全數死亡。在墜機事故第二天，波士尼亞與赫塞哥維納宣布是全國哀悼日。在鮑里斯·特拉伊科夫斯基逝世後，總理布蘭科·茨爾文科夫斯基接任總統。

## 外部連結
- Informacja o wypadku prezydenta Borisa Trajkovskiego （页面存档备份，存于）